# عروس گلی
عروس گُلَی (یا عروس گولی یا عروس گوله) یکی از آیین‌های نمایشی پیش از نوروز در استان گیلان است.
عروس گُلی (به فارسی: عروس گل‌ها یا گل عروس) در گویش گیلکی نقاط مختلف استان گیلان به نام‌های دیگری چون عروس گولی، عروس گوله، پیربابو، عروس غوله نیز مشهور است. این نمایش علاوه بر استان گیلان در نقاطی از استان مازندران نیز برگزار می‌شده‌است.
عروس گُلی در واقع گروه نمایشی سیار بوده و اجرای آن میدانی است. نمایش عروس گلی، ریشه در آیین‌های نمایشی اسطوره‌های کهن مربوط به آغاز بهار دارد که در آن‌ها نمادهای سال کهنه و نو با هم به ستیز برمی‌خیزند.

امروزه این آیین با شکوه تنها در مراسم‌های ویژه آیینی، بومی و محدوده ای از نقاط روستایی، به ویژه نواحی کوهستانی گیلان برپا می‌شود. در این نمایش غول، پیربابو و ناز خانم نقش‌های اصلی را ایفا می‌کنند. پیربابو (یا پیربابا) شخصی است که خود را با گریم پیرمردی می‌آراید و غول مردی است کلاهی از ساقه‌های خشک برنج (کلوش، کلش، کولوش) برسرمی گذارد و نقش نازخانم را هم یکی از جوانانی که لباس زنانه اصیل گیلانی را به تن دارد اجرا می‌کند.
موضوع این نمایش شادی بخش که با اجرای موسیقی بومی محلی زنده همراه است، دعوای غول و پیربابو بر سر نازخانم را به نمایش می‌کشد که در آخر به کشتی پیربابو و غول می‌انجامد. این کشتی نیز به سبک کشتی گیله مردی از از ورزش‌های کهن گیلان است نمایش داده می‌شود. غول مظهر زمستان و سیاهی و پیربابو نماد سر سبزی، بهار و باغبانی و ارزانی گر گل‌ها به طبیعت و مردم است.

## نقش‌های اصلی
- سرخوان: خواننده شعر، راوی و کارگردان[۲]
- ساززن: نوازندگان سازهای محلی سرنا، دایره، نقاره که موسیقی نمایش را اجرا می‌کنند.
- واگیر کونان: هم سرایان شعرها که به دنبال گروه حرکت می‌کنند و از مردم حاضر به تعدادشان افزوده می‌شود.
- کترا زنان: چند نفر که با هماهنگی و ریتم ساززن دو قطعه چوب یا کفگیر چوبی را به هم می‌کوبند.
- غول: موجودی افسانه ای و درشت پیکر که در برخی از گریم‌ها دارای دو شاخ گاو بر سرش می‌گذاشتند و با ذغال چهره اش را سیاه می‌کردند و کلاهی از ساقه‌های خشک برنج (کلوش، کلش، کولوش) را برسرش می‌گذاشتند. غول ظاهری ترسناک و ژولیده دارد.
- پیربابو: همان پیر بابا به فارسی است. مردی با لباس کهنه و و گریم باریش سفید گاه صورت او را نیز سیاه می‌کردند و بر سرش کلاهقیفی مقوایی می‌گذاشتند. پیربابو نقش مردی با مو و ریش سفید و لباس‌های کهنه است که چوب دستی هم دارد و اداهایی در برابر غول و نازخانم درمی‌آورد.
- ناز خانم: همان عروس گلی (یا عروس گولی یا عروس گوله) از لباس و آرایش محلی گیلانی استفاده می‌کرد از دستمال و زنگ‌هایی استفاده می‌کرد که هنگام رقصیدن آنها را به صدا درمی‌آورد و گاهی هم حالاتی از خیاطی و دوخت و دوز درمی‌آورد.
- نقش‌های دیگر: کاس خانم، محافظ ناز خانم، کول بارکش، تکل سیاهی لشکر که این نقش‌ها در نمایش همگی می‌خوانند:عروس گولی بیاردیم/جونه دیلی بیاردیم/خونه خواه تره نیاردیم/تی پسره بیاردیم.